# Miro Heiskanen
Miro Heiskanen (* 18. července 1999, Espoo) je finský lední hokejista, který nastupuje na postu obránce. V současnosti hraje za americký klub Dallas Stars. S finskou reprezentací vyhrál mistrovství světa v roce 2022. Zúčastnil se i OH 2018 (6. místo) a MS 2018 (5. místo). Finskou nejvyšší soutěž hrál za IFK Helsinky. Od roku 2018 působí v NHL v dresu Dallasu. V roce 2021 podepsal s Dallasem osmiletou smlouvu. Jeho bilance v základní části NHL byla k 28. 1. 2024: 393 utkání, 234 kanadských bodů, 49 gólů. Ve vyřazovací části (Stanleyově poháru) 66 zápasů, 45 bodů, 11 branek.

## Ocenění a úspěchy
- 2016 Liiga-20 – Trofej Yrjö Hakala
- 2017 Liiga – Nejproduktivnější hráč do 18 let
- 2017 MS-18 – All-Star Tým
- 2017 MS-18 – Nejlepší obránce
- 2017 MS-18 – Nejlepší nahrávač
- 2017 MS-18 – Nejlepší nahrávač mezi obránci
- 2017 MS-18 – Nejproduktivnější obránce
- 2017 MS-18 – Nejlepší hráč v pobytu na ledě
- 2017 MS-18 – Top tří hráče v týmu
- 2018 Liiga – All-Star Tým
- 2018 Liiga – Trofej Pekky Rautakalliona
- 2018 Liiga – Nejproduktivnější obránce v playoff
- 2019 NHL – All-Rookie Team
- 2019 NHL – All-Star Game
- 2020 NHL – Nejproduktivnější obránce v playoff

## Prvenství
- Debut v NHL – 4. října 2018 (Dallas Stars proti Arizona Coyotes)
- První asistence v NHL – 9. října 2018 (Dallas Stars proti Toronto Maple Leafs)
- První gól v NHL – 25. října 2018 (Dallas Stars proti Anaheim Ducks, americkému brankáři John Gibson)

## Klubová statistika
| Sezóna         | Klub           | Soutěž         |     | Základní část | Základní část | Základní část | Základní část | Základní část |    | Play off | Play off | Play off | Play off | Play off |
| Sezóna         | Klub           | Soutěž         | Z   | G             | A             | B             | TM            | Z             | G  | A        | B        | TM       |          |          |
| 2015–16        | HIFK Hockey    | Liiga-20       | 30  | 3             | 11            | 14            | 6             | —             | —  | —        | —        | —        |          |          |
| 2016–17        | HIFK Hockey    | Liiga          | 37  | 5             | 5             | 10            | 4             | 8             | 0  | 3        | 3        | 0        |          |          |
| 2017–18        | HIFK Hockey    | Liiga          | 30  | 11            | 12            | 23            | 8             | 14            | 3  | 6        | 9        | 18       |          |          |
| 2018–19        | Dallas Stars   | NHL            | 82  | 12            | 21            | 33            | 16            | 13            | 2  | 2        | 4        | 2        |          |          |
| 2019–20        | Dallas Stars   | NHL            | 68  | 8             | 27            | 35            | 12            | 27            | 6  | 20       | 26       | 2        |          |          |
| 2020–21        | Dallas Stars   | NHL            | 55  | 8             | 19            | 27            | 12            | —             | —  | —        | —        | —        |          |          |
| 2021–22        | Dallas Stars   | NHL            | 70  | 5             | 31            | 36            | 24            | 7             | 1  | 2        | 3        | 4        |          |          |
| 2022–23        | Dallas Stars   | NHL            | 79  | 11            | 62            | 73            | 32            | 19            | 1  | 11       | 12       | 8        |          |          |
| 2023–24        | Dallas Stars   | NHL            | 71  | 9             | 45            | 54            | 36            | 19            | 6  | 10       | 16       | 8        |          |          |
| Celkem v Liiga | Celkem v Liiga | Celkem v Liiga | 67  | 16            | 17            | 33            | 12            | 22            | 3  | 9        | 12       | 18       |          |          |
| Celkem v NHL   | Celkem v NHL   | Celkem v NHL   | 425 | 53            | 205           | 258           | 132           | 85            | 16 | 45       | 61       | 24       |          |          |

## Reprezentace
| Rok                       | Tým                       | Soutěž                    | Z  | G | A  | B  | TM |
| ------------------------- | ------------------------- | ------------------------- | -- | - | -- | -- | -- |
| 2015                      | Finsko 17                 | WHC-17                    | 5  | 0 | 4  | 4  | 2  |
| 2016                      | Finsko 18                 | MS-18                     | 7  | 0 | 1  | 1  | 0  |
| 2017                      | Finsko 18                 | MS-18                     | 7  | 2 | 10 | 12 | 0  |
| 2017                      | Finsko 20                 | MSJ                       | 6  | 0 | 1  | 1  | 0  |
| 2018                      | Finsko 20                 | MSJ                       | 5  | 0 | 2  | 2  | 0  |
| 2018                      | Finsko                    | OH                        | 5  | 1 | 0  | 1  | 2  |
| 2018                      | Finsko                    | MS                        | 8  | 0 | 2  | 2  | 0  |
| 2022                      | Finsko                    | MS                        | 6  | 1 | 6  | 7  | 2  |
| Juniorská kariéra celkově | Juniorská kariéra celkově | Juniorská kariéra celkově | 30 | 2 | 18 | 20 | 2  |
| Seniorská kariéra celkově | Seniorská kariéra celkově | Seniorská kariéra celkově | 19 | 2 | 8  | 10 | 4  |